# Jorge Gutiérrez (koszykarz)

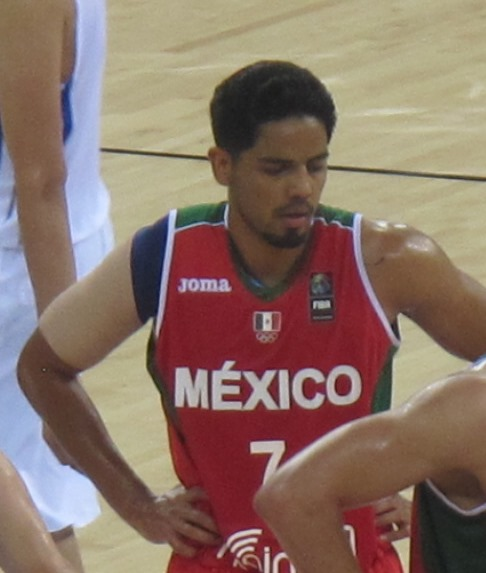
Gutiérrez jako reprezentant Meksyku podczas mistrzostw świata w 2014 roku.

Jorge Iván Gutiérrez (ur. 27 grudnia 1988 w Chihuahua) – meksykański koszykarz, występujący na pozycjach rozgrywającego oraz rzucającego obrońcy, obecnie zawodnik Dolomiti Energia Trento.
21 lutego 2016 roku podpisał 10-dniową umowę z zespołem Charlotte Hornets, a po jej wygaśnięciu, 1 marca, podpisał kolejną. 27 lipca 2017 trafił do Dolomiti Energia Trento.

## Osiągnięcia
Stan na 15 lutego 2018, na podstawie, o ile nie zaznaczono inaczej.
NCAA
- Uczestnik turnieju NCAA (2009, 2010, 2012)
- Mistrz sezonu regularnego konferencji Pac-12 (2012)
- Zawodnik roku konferencji Pac-12 (2012)[5]
- Obrońca roku konferencji Pac-12 (2012)[6]
- Zaliczony do:
  - I składu:
    - Pac-12 (2011, 2012)
    - defensywnego Pac-12 (2010–2012)
    - turnieju CBE Classic (2012)

  - składu Honorable Mention All-American (2012 przez AP)
- Uczestnik:
  - Reese's College All-Star Game (2012)
  - turnieju Portsmouth Invitational (2012)

Drużynowe
- Mistrz Ligi Amerykańskiej (2012)

Indywidualne
- Zaliczony do:
  - I składu:
    - defensywnego D-League (2013, 2014)
    - debiutantów D-League (2013)

  - II składu D-League (2014)

Reprezentacja
- Mistrz:
  - Ameryki (2013)
  - Ameryki Środkowej (2014)
- Wicemistrz Centrobasketu (2016)
- Brązowy medalista mistrzostw Ameryki (2017)
- Uczestnik mistrzostw świata (2014 – 14. miejsce)
- 2-krotny uczestnik mistrzostw Ameryki (2013, 2015)
- Zaliczony do I składu Centrobasketu (2016 przez latinbasket.com)[3]